# Station St Johns
Station St Johns is een spoorwegstation van National Rail in de London Borough of Lewisham in Zuid-Londen, Engeland. Het station is eigendom van Network Rail en wordt beheerd door Southeastern. 